# Sven Alfivason
Sven Alfivason (* ungefähr 1016 in Dänemark; † 1036 in Dänemark) war unter seinem Vater Knut der Große, welcher Herrscher über ein Nordseereich war, von 1029 bis 1035 Jarl in Norwegen.

## Leben
Seine Mutter war eine Nebenfrau Knuts namens Alfiva (Aelfigja; angelsächsisch Ælfgifu) aus einem angelsächsischen Adelsgeschlecht.
König Knut hatte nach Vertreibung des norwegischen Königs Olav dem Heiligen aus Norwegen seinen Neffen, den Ladejarl Håkon Eriksson, als Jarl über ganz Norwegen eingesetzt. Dieser kam nach einem Besuch bei Knut in England 1029 auf See um. Dieses Machtvakuum wollte Olav dazu benutzen, sein Königtum in Norwegen wiederzugewinnen, was aber misslang und 1030 mit seinem Tode endete. Knut entsandte währenddessen 1029 seinen Sohn Sven mit dessen Mutter und einer Reihe dänischer Adliger als Jarl nach Norwegen.
Das stieß auf entschlossenen Widerstand norwegischer Aristokraten. Insbesondere hatten die Aristokraten Einar Tambarskjelve und Kalv Arnesson erwartet, dass Knut einem von ihnen diese Würde übertragen würde. Sven Alfivason gilt als schwache Persönlichkeit, und man meinte schon damals, dass es eigentlich Alfiva war, die das Land regierte. Dabei ist aber in Betracht zu ziehen, dass die Sagaverfasser die Rolle Alfivas übertrieben haben. Denn es gehört zum Topos der Sagaliteratur, die Herrschaft von Frauen als planlos und übel zu charakterisieren. Die beiden regierten mit harter Hand, und besonders die neue aus England übernommene Steuergesetzgebung und Bußordnung, die die Staatsfinanzen sanieren helfen sollte, rief den Unwillen der Bevölkerung hervor. Snorri schreibt, dass sogar die Fahrt ins Ausland von der Erlaubnis des Königs abhängig gemacht worden sei. Wer dennoch ausgefahren sei, habe allen Besitz in Norwegen an den König verloren. Auch habe der König sich das Erbe angeeignet, das einem Friedlosen zugestanden habe. Hinzu kam ein schlechtes Jahr mit einer Missernte, die ihm angelastet wurde. Da kam aus England ein angeblicher Sohn Olav Tryggvasons, der sich Tryggve Olavsson nannte, und beanspruchte den Königsthron. Es kam 1033 zu einer Schlacht in Soknasund in Ryfylke, die Sven mit Hilfe dänischer Elitetruppen gewann. Tryggve wurde getötet.
Daraufhin beschlossen die Aristokraten Kalv Arnesson und Einar Tambarskjelve, nach Nowgorod zu fahren und von dort Magnus zu holen. Als dieser in Norwegen ankam, schloss sich ihm die gesamte Bevölkerung gegen die Dänen an. Sven musste mit seiner Mutter fliehen und starb bald darauf.